# Енріко Феррі
Енріко Феррі (італ. Enrico Ferri; 25 лютого 1856, Сан-Бенедетто-По — 12 квітня 1929, Рим) — італійський кримінолог і політичний діяч. З 1884 р. професор кримінального права в найбільших університетах Італії. З 1886 р депутат італійського парламенту. У 1919 р очолював комісію зі складання проекту кримінального кодексу, багато положень якого увійшли в фашистський італійський кримінальний кодекс 1930 р. Будучи послідовником засновника кримінальної антропології Чезаре Ломброзо, зробив істотний внесок в розвиток ідей позитивістської школи кримінології.

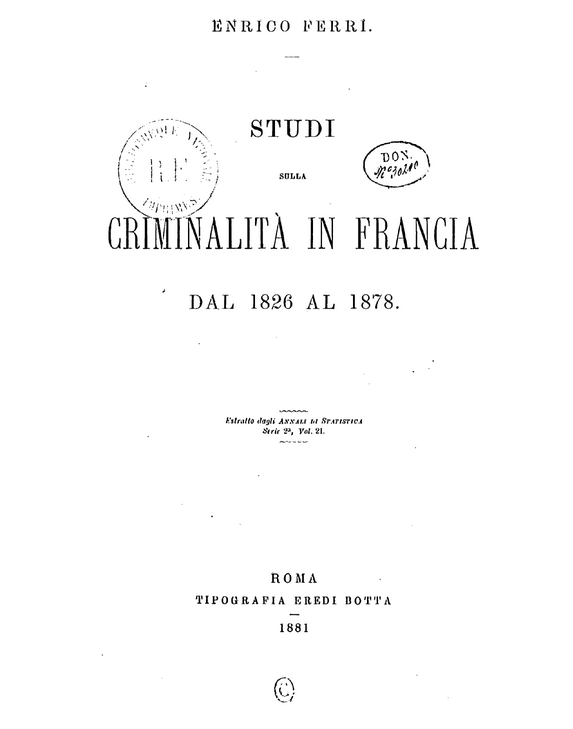
Studi dalla criminalità in Francia dal 1826 al 1878, 1881
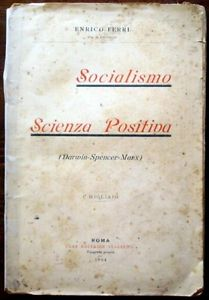
Socialismo e scienza positiva, 1894
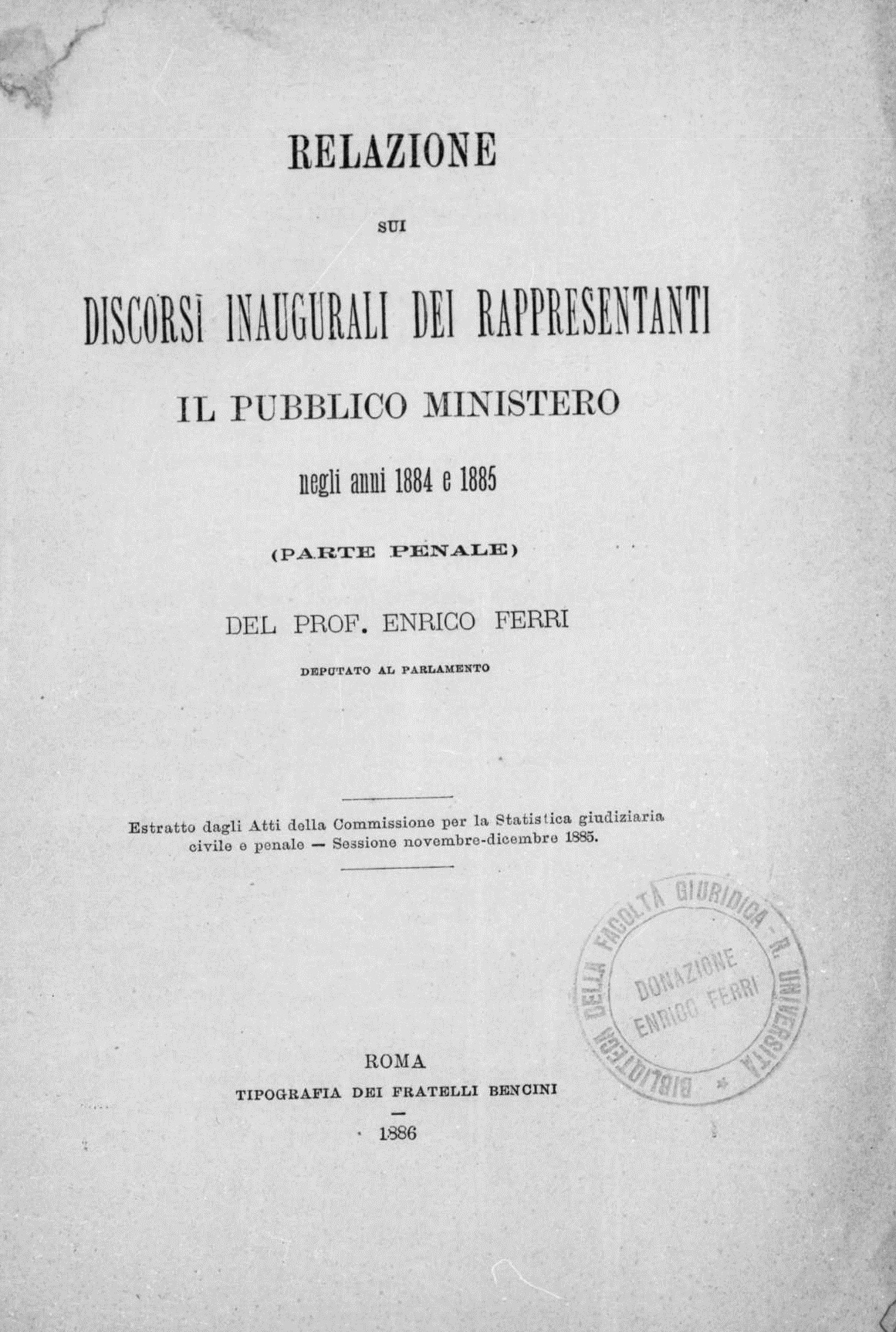
Relazione sui discorsi inaugurali dei rappresentanti il pubblico ministero negli anni 1884 e 1885, 1886
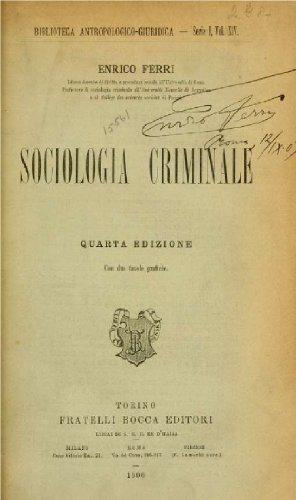
Sociologia criminale, 4th edition, 1906